# 章次公
章成之（1903年—1959年），字次公，號之庵，生於中國江蘇省鎮江縣丹徒鎮，著名中醫師。

## 生平
其父章峻為清朝秀才。
章成之早年就讀於丁甘仁創辦的上海中醫專門學校，師事丁甘仁、曹穎甫與章太炎等人。畢業後於上海行醫，曾任教於上海中醫專門學校。
他曾與陸淵雷、徐衡之等人，一同創辦上海國醫學院。
中華人民共和國建國後，任職於上海市第五門診部。1955年，受邀移居北京，歷任北京醫院中醫科主任、中國醫學科學院院務委員、全國政協委員等職位。

## 著作
其弟子集有《章次公醫案》。